# 기프트 (2009년 영화)
《기프트》(영어: Echelon Conspiracy 혹은 영어: The Gift)는 2009년 공개된 미국의 액션 스릴러 영화이다.

## 줄거리
컴퓨터 공학자 맥스는 어느 날 갑자기 휴대 전화 한 대를 배송 받고 자의식이 있는 대중 감시 시스템 에셜론과 문자 메시지로 소통하게 된다. 이로 인해 FBI 요원 데이브 그랜트와 NSA 레이먼드 버크가 맥스를 추적한다.
사실 버크는 미국 국익을 위해 전 세계 컴퓨터에 에셜론 프로그램을 깔려고 계획하고 있었다. 하지만 맥스는 에셜론에게 그가 존재하는 주 목적인 "헌법에 근거한 미국인의 자유 보호"를 위협하는 대상을 직접 검색해보게 한다. 이를 통해 자신이 오용되어 미국과 전 세계를 위험에 빠트릴 수 있다는 걸 자각한 에셜론은 스스로 정지한다.
버크는 상원 정보위원회에 소환된다.

## 출연
- 셰인 웨스트 - 맥스 피터슨 역
- 에드워드 번스 - 존 리드 역
- 빙 레임스 - FBI 요원 데이브 그랜트 역
- 마틴 신 - 레이먼드 버크 역
- 조너선 프라이스 - 뮬러 역
- 태머라 펠드먼 - 커밀라 역
- 세르게이 구바노프 - 유리 말리닌 역
- 스티븐 엘더 - 찰스 역
- 트레버 화이트
- 리처드 엥

## 기타 제작진
- 협력 제작: 스티븐 벤더
- 배역: 딘 E. 프롱크, 질리언 호저, 도널드 폴 펨릭
- 미술: 안토넬로 루비노
- 세트: 조반니 나탈루치, 발렌티나 므라데노바
- 의상: 마리아 마데노바, 류보미르 도이치노프, 앨리슨 프리어